# 古莱当布兰
古莱当布兰（法語：Goux-lès-Dambelin，法語發音：[ɡu lɛ dɑ̃blɛ̃]，意为“当布兰附近的古”）是法国杜省的一个市镇，属于蒙贝利亚尔区。

## 地理
古莱当布兰（47°23'48"N, 6°40'17"E）面积8.9 平方千米，位于法国勃艮第-弗朗什-孔泰大區杜省，该省份为法国东部内陆省份，北起上索恩省，西接汝拉省，东部及东南部与瑞士接壤，东北部与贝尔福地区省接壤。
与古莱当布兰接壤的市镇（或旧市镇、城区）包括：维拉尔苏塞科、当布兰、雷蒙当-韦夫尔、圣莫里斯-科隆比耶、苏朗、耶蒙当。
古莱当布兰的时区为UTC+01:00、UTC+02:00（夏令时）。

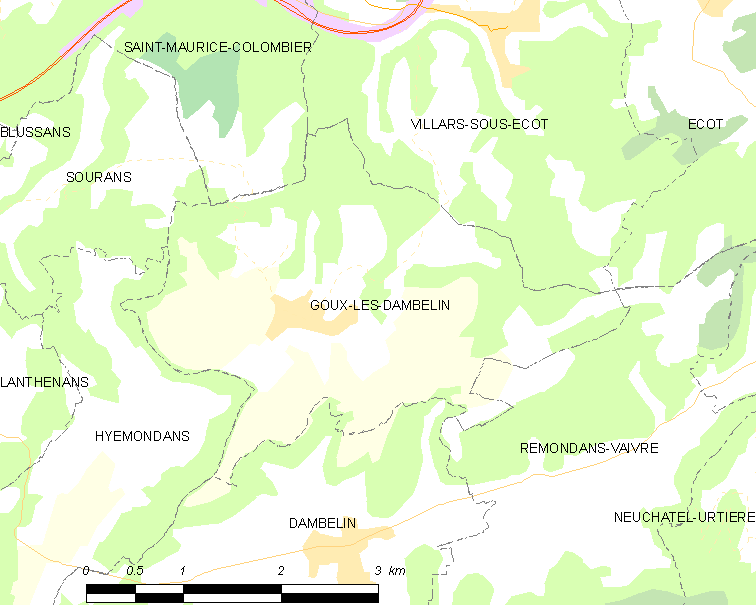
古莱当布兰的OSM定位图

## 行政
古莱当布兰的邮政编码为25150，INSEE市镇编码为25281。

## 政治
古莱当布兰所属的省级选区为瓦朗蒂涅县。

## 人口

1962-2008年间古莱当布兰人口变化图示

古莱当布兰于2022年1月1日时的人口数量为272人。